# Geïnduceerde pluripotente stamcel

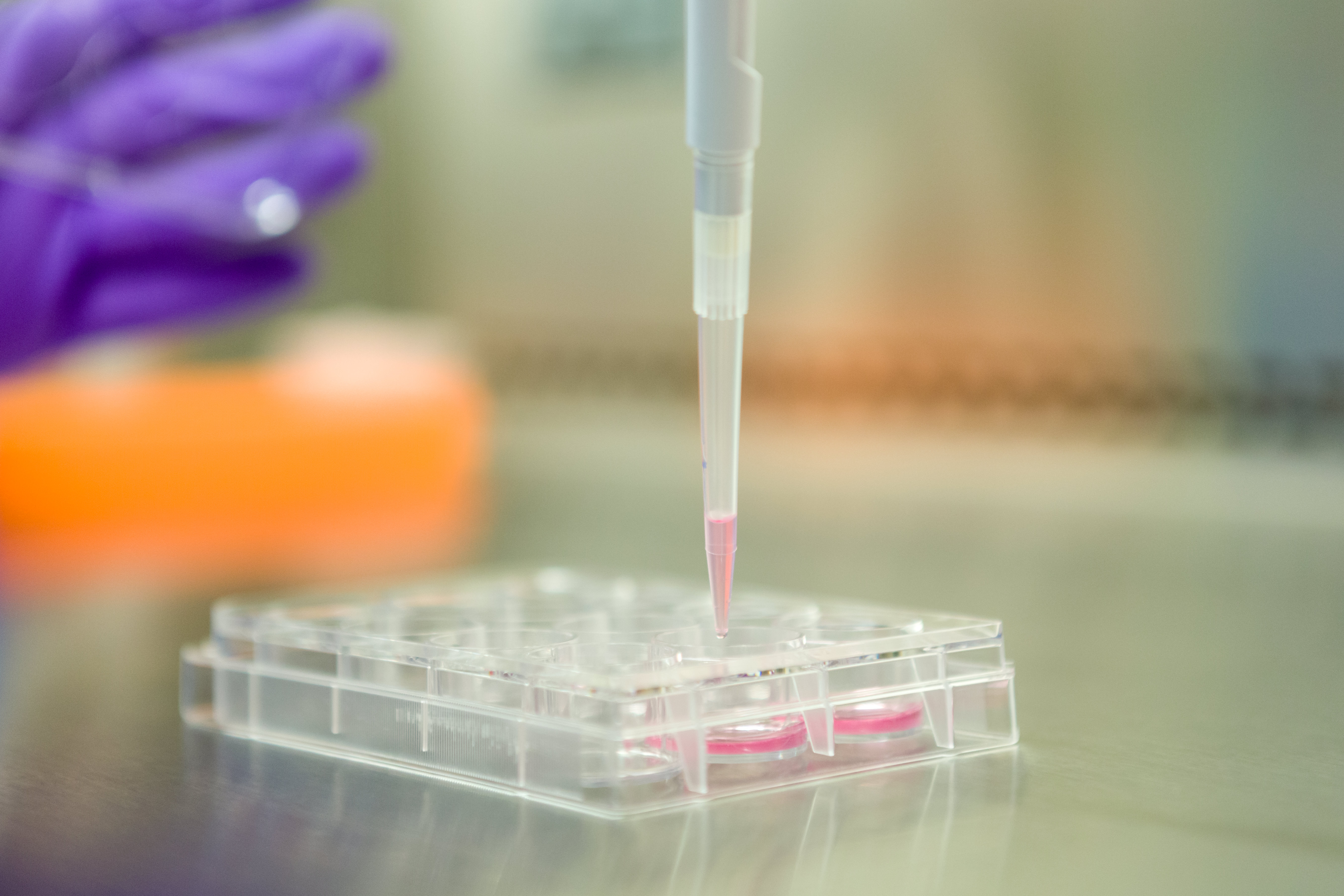
Een cultuur met geïnduceerde pluripotente stamcellen voor onderzoek

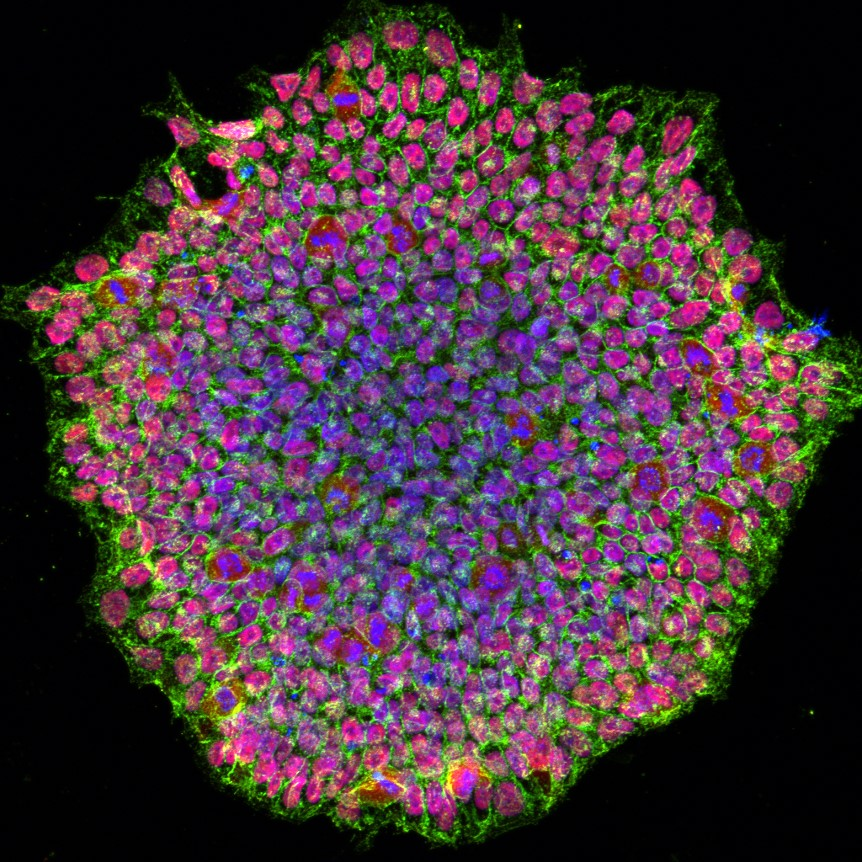
Een kolonie menselijke geïnduceerde pluripotente stamcellen. Rood geeft transcription factor Oct-4 aan, groen het eiwit SSEA4, en blauw de celkernen.

Geïnduceerde pluripotente stamcellen (afgekort als iPSC, hiPSC:menselijke geïnduceerde pluripotente stamcel) zijn stamcellen die in het laboratorium uit lichaamscellen worden gemaakt. De iPSC-technologie werd ontwikkeld in 2006, toen de Japanse onderzoeker Shinya Yamanaka ontdekte dat gewone lichaamscellen, zoals fibroblasten, met behulp van vier transcriptiefactoren (Myc, Oct3/4, Sox2 and Klf4) geherprogrammeerd kunnen worden tot pluripotente stamcellen.  Voor zijn ontdekking ontving hij in 2012 de Nobelprijs voor de geneeskunde.
Geïnduceerde pluripotente stamcellen hebben het vermogen om zich te differentiëren (specialiseren) tot bijna ieder gewenst celtype van het menselijk lichaam, zoals hartcellen of levercellen. Dit is van grote betekenis voor de regeneratieve geneeskunde en weefseltechnologie, omdat uit deze stamcellen een compleet weefsel kan worden geproduceerd voor medische doeleinden.
IPSC's kunnen in vitro uitrijpen tot alle drie de kiemlagen, en gedragen zich dus als embryonale stamcellen. Het isoleren van stamcellen uit menselijke embryo's ligt ethisch zeer gevoelig. Bij geïnduceerde pluripotente stamcellen spelen deze ethische gevoeligheden niet. Met behulp van de iPSC-technologie kunnen weefsels of orgaandelen worden gemaakt die zonder afstotingsgevaar in een patiënt kunnen worden getransplanteerd, aangezien de cellen oorspronkelijk uit de patiënt zelf afkomstig zijn. Ondanks het grote potentieel van geïnduceerde pluripotente stamcellen, zijn er nog geen klinisch toepasbare producten gerealiseerd.